# Giuseppe Gemiti
Giuseppe Gemiti, né le 3 mai 1981 à Francfort-sur-le-Main, est un footballeur allemand d'origine italienne.

## Clubs
- 1999-00 : Eintracht Francfort  Allemagne
- 2000-01 : Eintracht Francfort  Allemagne
- 2001-02 : Eintracht Francfort  Allemagne
- 2002-03 : Udinese Calcio  Italie
- 2003-04 : Udinese Calcio  Italie
- 2003-04 : Genoa CFC  Italie
- 2004-05 : Genoa CFC  Italie
- 2005-06 : Modena FC  Italie
- 2005-06 : Chievo Vérone  Italie
- 2006-07 : Piacenza FC  Italie
- 2007-08 : Piacenza FC  Italie
- 2008-10 : Modena FC  Italie
- 2010-12  : Novara  Italie
- 2012-  : AS Livourne Calcio  Italie